# إنغريد فون روزين
إنغريد فون روزين (بالسويدية: Ingrid von Rosen)‏ هي كاتبة يوميات سويدية، ولدت في 17 يناير 1930 في ستوكهولم في السويد، وتوفي بنفس المكان في 20 مايو 1995 بسبب سرطان المعدة.